# Claudio Aquino
Claudio Ezequiel Aquino (ur. 24 lipca 1991 w Adrogué) – argentyński piłkarz występujący na pozycji ofensywnego pomocnika lub skrzydłowego, od 2023 roku zawodnik Vélez Sarsfield.